# Zajordanie
Zajordanie – kraina historyczno-geograficzna położona pomiędzy górą Hermon na północy i Wadi el-Hesa na południu, oraz pomiędzy Jordanem na zachodzie i Pustynią Syryjską na wschodzie. Wysokość tego obszaru nie przekracza 1000 m n.p.m. Dzieli się na:
- Baszan – północna część Zajordania, żyzne tereny położone od Hermonu aż po Jarmuk
- Gilead – tereny mniej urodzajne niż Baszan, położone pomiędzy Jarmukiem a Arnonem, w Nowym Testamencie znany pod nazwą Perea
- Moab – południowa część Zajordania, teren górzysty, obfitujący w pastwiska, urodzajny jedynie w południowej części

Zajordanie zamieszkiwane było przez izraelskie plemiona Gada i Rubena oraz część plemienia Manassesa.